# K1 Mixtape
K1 Mixtape è il secondo mixtape del rapper italiano Lazza, pubblicato il 29 dicembre 2014 dalla Blocco Recordz.

## Descrizione
Si tratta della prima pubblicazione dopo l'abbandono di Lazza dal collettivo Zero2, il mixtape è stato realizzato sotto strumentali americane, è stato anticipato dal video del brano Replica ed è stato missato da DJ Telaviv di BloccoRecordz.

## Tracce
1. È vero
2. Maradona
3. Replica
4. #NSSAUC (feat. Emis Killa)
5. Goin' Up (freestyle)
6. Da un po'
7. A me (feat. Shine)
8. Come le sirene
9. Nasty Girl (feat. Giso)
10. In tilt
11. Sulla luna (freestyle)
12. Montana
13. Non sei l'unica (feat. Clark P.)
14. Poteva andarti peggio
15. Puo' accompagnare solo (freestyle)
16. Outro

## Formazione

### Musicisti
- Lazza - voce
- Emis Killa - voce aggiuntiva (traccia 4)
- Shine - voce aggiuntiva (traccia 7)
- Giso - voce aggiuntiva (traccia 9)
- Clark P. - voce aggiuntiva (traccia 13)

### Produzione
- Cardiak - produzione
- DJ Telaviv - missaggio, mastering, registrazione, scratch